# Documentos de Frankfurt
Los Documentos de Frankfurt fueron tres poderes de las potencias victoriosas occidentales que fueron presentados por los gobernadores militares a los primeros ministros y alcaldes de los estados alemanes en las zonas de ocupación occidentales  el 1 de julio de 1948. Se les encomendó así la tarea de fundar un Estado occidental. 

## Descripción
Fue la primera recepción de los primeros ministros en la historia de la posguerra que no versó sobre problemas regionales, sino sobre la futura constitución de Alemania Occidental. Los documentos constituyeron una de las bases de trabajo de las conferencias en las que se llevaron a cabo los trabajos preparatorios de la Ley Fundamental para la República Federal de Alemania y, por lo tanto, fueron una piedra angular importante en el camino hacia la fundación de la República Federal de Alemania.
Los documentos fueron elaborados en la conferencia de las seis potencias en Londres, en la que se decidió la solución estatal occidental. Como primer paso en esta dirección, el 20 de junio de 1948 entró en vigor una reforma monetaria en las tres zonas occidentales.  El líder soviético Stalin respondió a esto bloqueando todas las conexiones terrestres y marítimas con Berlín y ordenándole llevar a cabo su propia reforma monetaria en la zona de ocupación soviética y en el Gran Berlín.
Estas recomendaciones no preveían una solución totalmente alemana, sino más bien un nuevo Estado de Alemania Occidental, lo que fue duramente criticado.
La entrega tuvo lugar en el edificio IG Farben en Fráncfort del Meno, de ahí el nombre de los documentos. Los tres gobernadores militares occidentales Lucius D. Clay (EE. UU.), Marie-Pierre Kœnig (Francia) y Sir Brian Robertson (Gran Bretaña) hicieron la oferta de establecer un estado de Alemania Occidental y formularon principios para su constitución.  Estuvieron presentes Peter Altmeier (Renania-Palatinado), Karl Arnold (Renania del Norte-Westfalia), Lorenz Bock (Württemberg-Hohenzollern), Max Brauer (Hamburgo), Hans Ehard (Baviera), Wilhelm Kaisen (Bremen), Hinrich Wilhelm Kopf (Baja Sajonia), Hermann Lüdemann (Schleswig-Holstein), Reinhold Maier (Württemberg-Baden), Christian Stock (Hesse) y Leo Wohleb (Baden).
En el primero de los tres documentos, los Primeros Ministros recibieron las siguientes “recomendaciones”:
- Se convocaría una asamblea constituyente, que se reuniría antes del 1 de septiembre de 1948 y redactaría una constitución federalista basada en principios democráticos, que sería "la más adecuada para restaurar finalmente la unidad alemana actualmente desgarrada" protegiendo los derechos de los involucrados. Proteger a los países, crear una autoridad central adecuada y garantizar los derechos y libertades individuales.
- Esta constitución debería ser aprobada primero por los gobiernos militares, luego un referendo en los estados debería ratificarla. Una mayoría simple de dos tercios de los once estados de Alemania Occidental debería ser suficiente para la ratificación. [N 4]
- La constitución y las reformas constitucionales tendrían que ser aprobadas por los gobernadores militares.

En el segundo documento se pedía a los Primeros Ministros que hicieran propuestas sobre la reorganización territorial de los estados:
- Se deberían revisar las fronteras de cada uno de los estados federados y, si fuera necesario, se deberían crear nuevos estados teniendo en cuenta las “formas tradicionales”, sin que ninguno de ellos sea demasiado grande o demasiado pequeño en comparación con los demás.

El tercer documento proporcionaba información sobre el marco de un estatuto de ocupación que, según la voluntad de las potencias victoriosas, debía entrar en vigor al mismo tiempo que una constitución para Alemania.
- El comercio exterior alemán seguirá estando controlado por los gobernadores militares.
- La Autoridad Internacional para el Ruhr estará subordinada a los gobiernos militares.
- Las cuestiones de las reparaciones, los niveles permitidos de industria, la descartelización, el desarme y la desmilitarización, que ya habían sido mencionadas en la Conferencia de Potsdam, quedaron en manos de los aliados.

Los aliados se reservaron el derecho de observar y asesorar a los futuros gobiernos federal y estatal sobre la democratización de la vida política, la regulación de las relaciones sociales y el sistema educativo.
Los primeros ministros pidieron un plazo para su respuesta y decidieron reunirse para consultas en la conferencia Ritterfall en Coblenza del 8 al 10 de julio. Allí se adoptaron las resoluciones de Coblenza. 